# Улып (эпос)
«Улып» (чув. Улӑп) — чувашский героический эпос, опубликован в 1996 году автором Хведером Сюиным. Создан на основе героических мифов, песен и сказаний. Состоит из 40 песен.
В адаптированном для детей варианте эпос выходил в свет ещё в 1980 году.

## История создания
Чувашский народный эпос «Улып» (Улăп) в наиболее полном варианте увидел свет в 1996 году.
Одним из первых о необходимости создания чувашского эпоса, опирающегося на подлинные народные сказания, предания и песни, писал в 1924 году С. М. Лашман. «Улыпиада» — так предлагал он называть произведение.
В 1975 году о той же необходимости писал А. К. Салмин.
Суждено было претворить в жизнь эту задачу Хеведеру Сюину.

## Содержание
Народный эпос несет в себе могучую энергию многих поколений. Каждая из сорока песен — гимн героическому прошлому чувашского народа. Добрый и мудрый великан Улып воплощает лучшие черты своих предков. Он пашет землю, водит стада, защищает родину от врагов и нечистой силы, чудесным образом путешествует по небу и разговаривает с богами.

## Публикации
«Улып» опубликован на таких языках: чувашском (1996, автор Хв. Сюин), русском (2009, перевод А. И. Дмитриева), турецком (2012, перевод Бюлента Байрама (Bülent Bayram)).
Указом Главы Чувашии от 20 июня 2012 года Дмитриеву Аристарху Ивановичу присуждена Государственная премия Чувашской Республики 2011 года в области литературы и искусства, присвоено звание «Лауреат Государственной премии Чувашской Республики» за перевод чувашского народного эпоса «Улып» на русский язык.